# Problema de Orwell
El problema de Orwell se refiere a una cuestión planteada en sus obras por George Orwell y formulada más explícitamente por Noam Chomsky, referente a cómo los sistemas totalitarios y de propaganda logran mantener opiniones muy extendidas y transmitir información, que carece de fundamento, pero que resultan favorable para mantener la imagen del régimen.

## El problema en Chomsky
En el prólogo a El conocimiento del lenguaje, Chomsky reflexiona sobre cómo es posible que la gente sepa tan poco sobre la estructura y función de su sociedad y el papel de ciertas instituciones gubernamentales, siendo que hay pruebas tan palpables de en qué consiste su papel y funcionamiento. Denomina a este problema el "problema de Orwell" y lo define de la siguiente manera:

la capacidad de los sistemas totalitarios para inculcar creencias que son firmemente sostenidas y muy difundidas, aunque carecen por completo de fundamento y a menudo contrarían francamente los hechos obvios del mundo circundante.